# توريفكتشيا بيا (بافيا)
توريفكتشيا بيا (بالإيطالية: Torrevecchia Pia)‏ هي بلدة تقع في مقاطعة بافيا بإقليم لومبارديا في شمال إيطاليا. تبلغ مساحة هذه المدينة 16.3 (كم²)، وترتفع عن سطح البحر 84 م، بلغ عدد سكانها 3327 نسمة في عام 2010 حسب إحصاء المعهد الوطني للإحصاء.

## السكان
في سنة 1861 بلغ عدد السكان 2٬172 نسمة، وتطور العدد ليصل في سنة 2011 لـ 3٬427 نسمة.
يظهر هذا المخطط البياني تطور النمو السكاني لـ توريفكتشيا بيا (بافيا)

## وصلات خارجية
- الموقع الرسمي